# L'altra moglie di mio marito
L'altra moglie di mio marito (My Husband's Other Wife) è un film muto del 1920 diretto da J. Stuart Blackton.

## Trama
Adelaide Hedlar è una famosa attrice la cui carriera, per lei, è più importante del suo matrimonio. Finisce che lei e il marito, il dottor Mark Ridgewell, divorziano. Corteggiata dal commediografo Wilfred Dean, Adelaide rifiuta di sposarlo finché non sarà certa che l'ex marito non si sia risposato. Scopre quindi che Mark, il quale è andato a vivere nel West, ha sposato Nettie Bryson, una semplice ragazza del posto. Gelosa, Adelaide si mette in testa di riconquistare Mark e parte anche lei per il West, dove mette in atto il suo piano per riavere l'uomo che ha perduto. Ci sta quasi per riuscire quando si rende conto dell'amore sincero che lega Nettie a Mark. Pentita, Adelaide la informa che l'ex moglie ormai è morta e che Mark è definitivamente suo.

## Produzione
Il film fu prodotto dalla J. Stuart Blackton Feature Pictures.
Venne girato a New York, al Majestic Theatre di Brooklyn

## Distribuzione
Distribuito dalla Pathé Exchange, il film uscì nelle sale cinematografiche statunitensi il 4 gennaio 1920. Secondo altre fonti, venne invece presentato in prima a Chicago probabilmente il 22 dicembre 1919.